# Uchyłki przełyku
Uchyłki przełyku – uwypuklenia ściany przełyku poza jego światło.

## Epidemiologia
Częstość występowania: 2/100000/rok.

Uchyłek Zenkera wykrywany jest najczęściej u osób po 70. roku życia.

## Etiopatogeneza
Uchyłki powstają w górnej, środkowej lub dolnej części przełyku samoistnie lub w wyniku pociągania z zewnątrz (np. przez blizny pozapalne).
1. Uchyłek Zenkera (gardłowo-przełykowy; szyjny) - 70% uchyłków - patrz odpowiedni artykuł.
2. Uchyłki rozwidlenia (uchyłki nadoskrzelowe) - 20% uchyłków - uchyłki prawdziwe, lokujące się na wysokości rozwidlenia tchawicy. Mogą powstawać na skutek równoległych skurczów mięśni okrężnych przełyku powodujących znaczny wzrost ciśnienia śródprzełykowego i w efekcie tego wypchnięcie błony śluzowej przez warstwę mięśniową.
3. Uchyłki nadprzeponowe - 10% uchyłków. Są to uchyłki rzekome związane z zaburzeniami motoryki takimi jak: rozlany skurcz przełyku, achalazja.

## Objawy
Objawy powodują tylko duże uchyłki. Mogą to być:
- dysfagia
- uczucie bulgotania podczas połykania
- cofanie się pokarmu
- nieprzyjemny zapach z ust
- odruchowy kaszel - możliwość aspiracji treści pokarmowej do tchawicy

## Powikłania
- aspiracyjne zapalenie płuc
- zapalenia
- perforacje
- przetoki
- krwawienia

## Rozpoznanie
Rozpoznanie stawia się na podstawie badania rtg przełyku po podaniu kontrastu (należy używać rozpuszczalnych w wodzie środków cieniujących).

Badanie endoskopowe wymaga szczególnej ostrożności ze względu na możliwość przebicia przełyku po omyłkowym wprowadzeniu aparatu do uchyłka - możliwość rozwoju zapalenia śródpiersia.

## Leczenie
Najczęściej uchyłki przełyku nie wymagają leczenia. Do operacji kwalifikują się duże uchyłki dające objawy.
- Uchyłek Zenkera - patrz odpowiedni artykuł.
- Uchyłki rozwidlenia tchawicy - najczęściej nie wymagają leczenia.
- Uchyłki nadprzeponowe - resekcja.

## Klasyfikacja ICD10
| kod ICD10     | nazwa choroby             |
| ------------- | ------------------------- |
| ICD-10: K22.5 | Uchyłek przełyku nabyty   |
| ICD-10: Q39.6 | Uchyłek przełyku wrodzony |